# Grün-Rot Minerva Wittenberge
Grün-Rot Minerva Wittenberge was een Duitse voetbalclub uit Wittenberge, Brandenburg.

## Geschiedenis
De club werd opgericht in 1909 als FC Minerva 1909 Wittenberge. Minerva was aangesloten bij de Midden-Duitse voetbalbond en speelde in de competitie van Altmark. De club werd kampioen in 1912 en plaatste zich voor de Midden-Duitse eindronde. De club kreeg een 12:1 om de oren van Cricket-Viktoria Magdeburg en was meteen uitgeschakeld. Na de Eerste Wereldoorlog speelde de club geen grote rol meer. In de competitie van Altmark, die gedomineerd werd door Viktoria Stendal en stadsrivaal SC Hertha eindigde de club steevast in de lagere middenmoot. In 1928 werd de naam gewijzigd in SC Minerva. In 1930 werd de competitie van Jeetze bij de competitie van Altmark gevoegd als aparte groep. Minerva ging als enige club uit Wittenberge in die groep spelen en eindigde twee seizoenen op een derde plaats. Na twee seizoenen werden beide competities samen gevoegd en eindigde Minerva op een voorlaatste plaats.
Na dit seizoen kwam de NSDAP aan de macht en werden alle Midden-Duitse competities afgeschaft en vervangen door de Gauliga, waarvoor de club zich niet kwalificeerde. In 1934 fuseerde de club met Singer TuSV Wittenberge en werd zo Grün-Rot Minerva Wittenberge.
De club speelde in de Bezirksklasse Berlin-Potsdam, de tweede klasse, samen met clubs als Hellas 04 Berlin, SC Charlottenburg en SV Nowawes. In 1935 werd de club derde achter Nowawes en Spandauer BC.
Na de Tweede Wereldoorlog werden alle Duitse voetbalclubs ontbonden. Deze club werd niet meer heropgericht.

## Erelijst
Kampioen Altmark
1912